# 空/羽よ、魂となれ。
『空／羽よ、魂となれ。』（そら／はねよ、たましいとなれ。）は、おもてなし武将隊JAPANのシングル。2012年3月7日にベルウッド・レコードから発売された。

## 概要
2011年3月に発生した東日本大震災に対するチャリティーソングとして企画されたもので、名古屋おもてなし武将隊をはじめとして全国で活動する約150名の武将隊から選抜された12名によって「おもてなし武将隊JAPAN」を結成して収録された。「羽よ、魂となれ。」ではバックコーラスとして女川町の女川町立女川第一中学校の生徒が参加。また、CDの封入特典イラストを『愛しの焔 〜ゆめまぼろしのごとく〜』の作者でもあるもとむらえりが担当している。2012年3月19日付のオリコン総合ランキングで38位にランクインした。

## 収録曲

### type A
1. 空
作詞：Satomi、作曲・編曲：都志見隆
2. 羽よ、魂となれ。
作詞：Satomi、作曲：岡本真夜、編曲：坂本サトル、安部潤
3. 空
ピアノバージョン（演奏：木住野佳子）
4. 空（カラオケ）

### type B
1. 羽よ、魂となれ。
作詞：Satomi、作曲：岡本真夜、編曲：坂本サトル、安部潤
2. 空
作詞：Satomi、作曲・編曲：都志見隆
3. 羽よ、魂となれ。
ピアノバージョン（演奏：木住野佳子）
4. 羽よ、魂となれ。（カラオケ）

## 参加武将
- 織田信長、豊臣秀吉、徳川家康、前田慶次（名古屋おもてなし武将隊）
- 石田三成、井伊直政、島左近（関ヶ原東西武将隊）
- 加藤清正（熊本城おもてなし武将隊）
- 斎藤道三（岐阜城盛り上げ隊）
- 坂本龍馬（土佐おもてなし勤王党）
  - 他、シークレット武将2名